# Campeonato Austríaco de Futebol de 2023–24 – Primeira Divisão
A Primeira Divisão do Campeonato Austríaco de Futebol de 2023–24, também conhecida como Admiral Bundesliga de 2023–24 (por razões de patrocínio), foi a 112.ª temporada do campeonato de clubes equivalente à primeira divisão do futebol austríaco e a 50.ª como Bundesliga Austríaca.
Doze clubes participaram da temporada, que começou em 28 de julho de 2023 e tem terminou em 19 de maio de 2024. O certame é organizado pela Bundesliga Austríaca (em alemão: Österreichischen Fußball-Bundesliga, que usa a sigla ÖFBL), entidade autônoma e filiada à Federação Austríaca de Futebol (em alemão: Österreichischer Fußball-Bund, que usa a sigla OFB).
O Sturm Graz foi o campeão da competição, o título foi confirmado após vencer o Austria Klagenfurt por 2–0, conquistando seu quarto título em sua história e quebrando a hegemonia do Red Bull Salzburg de dez títulos consecutivos.

## Regulamento
O Campeonato Austríaco será disputado no sistema de pontos corridos (todos contra todos), dividido em duas fases: temporada regular (fase classificatória) e fase final (etapa subdividida em dois grupos: um com a disputa pelo título e um outro com a luta contra o rebaixamento). Ambas contarão com 12 clubes. As posições finais de cada fase serão definidas mediante a pontuação dos clubes considerando três pontos por vitória, um por empate e zero por derrota.
A temporada regular será disputada entre 28 de julho de 2023 e 17 de março de 2024 pelos 12 clubes que integram a primeira divisão do Campeonato Austríaco. Cada um dos clubes iniciará o torneio com pontuação zerada e enfrentará os 11 rivais em dois turnos (jogos de ida e volta; turno e returno). Ao final das 22 rodadas, os seis primeiros colocados vão para o "grupo do campeonato" e os seis restantes para o "grupo do rebaixamento".
Os pontos obtidos durante a temporada regular são reduzidos à metade (e arredondados para baixo) antes do início da segunda fase. No "grupo do campeonato" (clubes da 1ª a 6ª colocação) teremos a disputa pelo título da temporada e no "grupo do rebaixamento" (clubes da 7ª a 12ª colocação) a luta para evitar o rebaixamento para a segunda divisão. Cada equipe enfrentará as restantes do seu grupo, em jogos de ida e volta, num total de mais 10 rodadas. Ao final, quem somar mais pontos, obterá o título de campeão da Bundesliga. Por outro lado, a equipe com menos pontos ao final do campeonato será rebaixada para a segunda divisão de 2024–25.

### Vagas para outras competições
Com base no ranking quinquenal da União das Associações Europeias de Futebol (UEFA):
- O campeão da ADMIRAL Bundesliga se classifica para fase de grupos da Liga dos Campeões;
- O vice-campeão para a segunda pré-eliminatória da Liga dos Campeões ("Caminho da Liga");
- O terceiro colocado garante vaga na segunda pré-eliminatória da Liga Europa;
- O vencedor dos play-offs se classifica para a segunda pré-eliminatória da Liga Conferência Europa.

### Critérios de desempate
Em caso de empate em pontos ganhos entre 2 (dois) ou mais clubes, o desempate, para efeito de classificação final, será efetuado observando-se os critérios abaixo:
1. Pontos no confronto direto;
2. Saldo de gols no confronto direto;
3. Gols pró (marcados)confronto direto;
4. Saldo de gols;
5. Gols pró (marcados);
6. Vitórias;
7. Vitórias como visitante;
8. Gols pró (marcados) como visitante.[5]

## Classificação

### Temporada regular
| Pos | Equipe             | Pts | J  | V  | E  | D  | GP | GC | SG  | Classificação ou descenso |
| --- | ------------------ | --- | -- | -- | -- | -- | -- | -- | --- | ------------------------- |
| 1   | Red Bull Salzburg  | 50  | 22 | 15 | 5  | 2  | 45 | 12 | +33 | Grupo do Campeonato       |
| 2   | Sturm Graz         | 46  | 22 | 13 | 7  | 2  | 37 | 15 | +22 | Grupo do Campeonato       |
| 3   | LASK               | 35  | 22 | 9  | 8  | 5  | 26 | 18 | +8  | Grupo do Campeonato       |
| 4   | Austria Klagenfurt | 34  | 22 | 8  | 10 | 4  | 29 | 27 | +2  | Grupo do Campeonato       |
| 5   | Hatberg            | 34  | 22 | 9  | 7  | 6  | 33 | 28 | +5  | Grupo do Campeonato       |
| 6   | Rapid Viena        | 33  | 22 | 8  | 9  | 5  | 38 | 21 | +17 | Grupo do Campeonato       |
| 7   | Austria Viena      | 33  | 22 | 9  | 6  | 7  | 25 | 21 | +4  | Grupo do Rebaixamento     |
| 8   | Wolfsberger        | 30  | 22 | 8  | 6  | 8  | 29 | 32 | −3  | Grupo do Rebaixamento     |
| 9   | Rheindorf Altach   | 19  | 22 | 4  | 7  | 11 | 16 | 30 | −14 | Grupo do Rebaixamento     |
| 10  | Blau-Weiß Linz     | 19  | 22 | 4  | 7  | 11 | 22 | 38 | −16 | Grupo do Rebaixamento     |
| 11  | WSG Tirol          | 14  | 22 | 4  | 2  | 16 | 20 | 42 | −22 | Grupo do Rebaixamento     |
| 12  | Austria Lustenau   | 10  | 22 | 2  | 4  | 16 | 13 | 49 | −36 | Grupo do Rebaixamento     |

1. 1 2  Pontos frente a frente: Áustria Klagenfurt 4, TSV Hartberg 1.
2. 1 2  Pontos frente a frente: Rapid Viena 4, Austria Viena 1.

### Confrontos
| Mandante \ Visitante | AKL | ALU | AWI | BWL | LSK | RWI | RBS | ALT | STU | HAR | WAC | WSG |
| -------------------- | --- | --- | --- | --- | --- | --- | --- | --- | --- | --- | --- | --- |
| Austria Klagenfurt   | —   | 1–0 | 2–2 | 2–0 | 1–3 | 0–0 | 2–2 | 1–1 | 0–3 | 1–1 | 2–2 | 1–0 |
| Austria Lustenau     | 0–1 | —   | 0–2 | 2–0 | 1–3 | 0–5 | 0–4 | 0–3 | 0–1 | 0–4 | 2–3 | 2–3 |
| Austria Viena        | 2–2 | 1–0 | —   | 4–0 | 0–0 | 0–0 | 0–0 | 2–1 | 0–3 | 3–1 | 0–0 | 2–0 |
| Blau-Weiß Linz       | 0–0 | 0–0 | 1–2 | —   | 2–0 | 0–5 | 1–1 | 1–1 | 1–1 | 3–3 | 2–0 | 1–2 |
| LASK                 | 2–2 | 2–0 | 2–0 | 2–0 | —   | 1–1 | 0–1 | 1–0 | 3–1 | 0–0 | 0–1 | 1–0 |
| Rapid Viena          | 2–3 | 1–1 | 3–0 | 1–0 | 3–3 | —   | 0–1 | 4–0 | 1–1 | 0–1 | 3–3 | 1–1 |
| Red Bull Salzburg    | 1–0 | 7–0 | 2–0 | 0–1 | 0–1 | 2–0 | —   | 3–0 | 1–1 | 3–2 | 1–0 | 3–0 |
| Rheindorf Altach     | 0–1 | 3–0 | 2–1 | 1–1 | 0–0 | 0–2 | 0–2 | —   | 1–2 | 1–2 | 0–0 | 1–0 |
| Sturm Graz           | 0–0 | 2–0 | 0–1 | 4–1 | 2–0 | 1–1 | 2–2 | 1–0 | —   | 2–1 | 4–0 | 1–0 |
| Hatberg              | 0–3 | 2–2 | 2–1 | 3–2 | 0–0 | 1–0 | 1–5 | 0–0 | 1–1 | —   | 2–0 | 3–0 |
| Wolfsberger          | 4–0 | 1–1 | 1–0 | 2–1 | 2–1 | 0–2 | 1–2 | 1–1 | 1–2 | 0–3 | —   | 4–1 |
| WSG Tirol            | 1–3 | 0–2 | 0–2 | 2–4 | 1–1 | 1–2 | 0–2 | 5–1 | 0–2 | 1–0 | 2–3 | —   |

## Grupo do Campeonato
Os pontos obtidos durante a temporada regular foram reduzidos à metade (e arredondados para baixo) antes do início dos play-offs. Com isso, as equipes começaram com os seguintes pontos antes do play-offs: Red Bull Salzburg 25, Sturm Graz 23, LASK 17, Austria Klagenfurt 17, TSV Hartberg 17 e Rapid Viena 16. Os pontos de LASK e Rapid Wien foram arredondados para baixo, em caso de empate por pontos ao final dos play-offs, será acrescentado meio ponto para essas equipes.
| Pos | Equipe             | Pts | J  | V  | E  | D  | GP | GC | SG  | Classificado                                                 |  | STU | RBS | LSK | RWI | HAR | AKL |
| --- | ------------------ | --- | -- | -- | -- | -- | -- | -- | --- | ------------------------------------------------------------ |  | --- | --- | --- | --- | --- | --- |
| 1   | Sturm Graz (C)     | 44  | 32 | 19 | 10 | 3  | 56 | 23 | +33 | Fase de liga da Liga dos Campeões da UEFA de 2024–25         |  | —   | 0–1 | 1–0 | 1–0 | 1–1 | 2–0 |
| 2   | Red Bull Salzburg  | 42  | 32 | 20 | 7  | 5  | 74 | 29 | +45 | 3ª. Pré-eliminatória da Liga dos Campeões da UEFA de 2024–25 |  | 2–2 | —   | 7–1 | 1–1 | 5–1 | 4–2 |
| 3   | LASK               | 34  | 32 | 14 | 10 | 8  | 43 | 34 | +9  | Play-off da Liga Europa da UEFA de 2024–25                   |  | 2–2 | 3–1 | —   | 5–0 | 1–3 | 1–0 |
| 4   | Rapid Viena        | 28  | 32 | 11 | 12 | 9  | 47 | 35 | +12 | 2ª. Pré-eliminatória da Liga Europa da UEFA de 2024–25       |  | 1–3 | 2–0 | 0–0 | —   | 0–3 | 1–1 |
| 5   | Hatberg            | 28  | 32 | 12 | 9  | 11 | 49 | 52 | −3  | Play-offs Liga Conferência                                   |  | 1–3 | 1–5 | 1–2 | 0–3 | —   | 3–2 |
| 6   | Austria Klagenfurt | 22  | 32 | 9  | 12 | 11 | 41 | 50 | −9  |                                                              |  | 0–4 | 4–3 | 1–2 | 0–1 | 2–2 | —   |

1. ↑  O Sturm Graz se classificou para o Play-off da Liga Europa graças ao título da Copa da Áustria de 2023–24. Mas a equipe terminou entre os dois primeiros colocados, com base na liga a vaga da Liga Europa foi passada para o terceiro colocado.

## Grupo do Rebaixamento
Os pontos obtidos durante a temporada regular foram reduzidos à metade (e arredondados para baixo) antes do início dos play-offs. Com isso, as equipes começaram com os seguintes pontos antes do playoff: Austria Viena 16, Wolfsberger 15, Rheindorf Altach 9, Blau-Weiß Linz 9, Tirol 7 e Lustenau 5. Os pontos do Austria Viena, Rheindorf Altach e Blau- Weiß Linz foram arredondados para baixo, em caso de empate por pontos ao final dos play-offs, será adicionado meio ponto para essas equipes.
| Pos | Equipe           | Pts | J  | V  | E  | D  | GP | GC | SG  | Classificação ou descenso                             |     | WAC | AWI | BWL | ALT | WSG | ALU |
| --- | ---------------- | --- | -- | -- | -- | -- | -- | -- | --- | ----------------------------------------------------- | --- | --- | --- | --- | --- | --- | --- |
| 1   | Wolfsberger      | 31  | 32 | 12 | 10 | 10 | 41 | 39 | +2  | Play-offs Liga Conferência                            |     | —   | 0–1 | 0–0 | 0–0 | 3–1 | 1–1 |
| 2   | Austria Viena    | 29  | 32 | 12 | 10 | 10 | 35 | 34 | +1  | Play-offs Liga Conferência                            |     | 0–4 | —   | 0–0 | 2–2 | 3–0 | 1–1 |
| 3   | Blau-Weiß Linz   | 22  | 32 | 7  | 11 | 14 | 32 | 47 | −15 |                                                       |     | 2–0 | 1–2 | —   | 2–2 | 2–1 | 0–0 |
| 4   | Rheindorf Altach | 21  | 32 | 6  | 13 | 13 | 27 | 40 | −13 |                                                       | 0–1 | 1–1 | 2–2 | —   | 0–0 | 2–2 |     |
| 5   | WSG Tirol        | 19  | 32 | 7  | 5  | 20 | 28 | 54 | −26 |                                                       | 1–1 | 1–0 | 2–1 | 0–1 | —   | 0–0 |     |
| 6   | Austria Lustenau | 16  | 32 | 4  | 9  | 19 | 22 | 68 | −46 | Rebaixado para a Segunda Divisão Austríaca de 2024–25 |     | 1–2 | 2–0 | 1–0 | 0–1 | 1–2 | —   |

## Play-offs Liga Conferência
O primeiro e o segundo colocado do Grupo de Rebaixamento e o quarto colocado do Grupo do Campeonato, jogam para determinar a qualificação para a segunda pré-eliminatória da Liga Conferência da UEFA de 2024–25.

### Semifinais
| Equipe 1    | Resultado | Equipe 2      |
| ----------- | --------- | ------------- |
| Wolfsberger | 1–2       | Austria Viena |

### Final
| Equipe 1      | Total | Equipe 2 | 1.º jogo | 2.º jogo |
| ------------- | ----- | -------- | -------- | -------- |
| Austria Viena | 3–1   | Hartberg | 2–1      | 1–0      |

## Premiação
| Admiral Bundesliga de 2023–24 Primeira Divisão do Campeonato Austríaco de Futebol |
| --------------------------------------------------------------------------------- |
| Sturm Graz Campeão (4° título)                                                    |